# Operatie Blackstone
Operatie Blackstone was onderdeel van Operatie Toorts, de geallieerde landingen in Afrika tijdens de Tweede Wereldoorlog. Het doel van de missie was om in de morgen van 8 november 1942 de haven van Safi, gelegen in Frans-Marokko, te veroveren. De missie zou tegelijkertijd worden uitgevoerd met de verovering van Casablanca.
Tijdens de landingen werd er geen ondersteuning vanuit zee geleverd, in de hoop dat de Fransen niet al te veel weerstand zouden bieden. Toen de Franse kustbatterijen het vuur openden, kregen de gelande troepen echter wel ondersteuning vanuit zee. Generaal Harmon zag dat de Franse scherpschutters zijn troepen op het strand in de greep hadden. Veel landingen waren bovendien te laat begonnen, hetgeen ervoor zorgde dat de Fransen versterking naar de kust zonden. Deze versterkingen werden echter door de luchtmacht onschadelijk gemaakt, alvorens ze waren gearriveerd.
Nadat de Amerikaanse troepen van het strand af waren, ging het vrij snel. De Fransen werden snel verslagen en in de middag van 8 november gaf het garnizoen uit Safi zich over. Op 10 november werden de laatste kleine groepen overgebleven Fransen gedood, waarna de troepen naar Casablanca vertrokken.